# KT (télécommunication)
KT (anciennement Korea Telecom, coréen : 케이티 (anciennement 한국통신), NYSE : KT) est une compagnie sud-coréenne, fournisseur d'accès à internet, opérateur de téléphonie mobile et installateur de réseau de télécommunication. KT possède actuellement une part de marché important dans le marché de la télécommunication et d'internet très haut-débit en Corée du Sud.

## Histoire
Depuis l'utilisation du slogan "Olleh KT"
- 1er janvier 2009 : KT et sa filiale mobile KTF ont fusionné.
- Juillet 2009 : l'ancien slogan "All New" est remplacé par "Olleh KT" et changement de logotype.
- Novembre 2009 : lancement des offres QOOK & SHOW.
- Novembre 2009 : lance pour la première fois l'iPhone en Corée du Sud.
- Décembre 2009 : lance pour la première fois le 3W (Wi-Fi, WiBro, WCDMA) en Corée du Sud.
- Janvier 2010 : lance le stockage cloud : "Ucloud".

## Identité visuelle (logo)

1948 ~ 1957
1957 ~ 1981
1982 ~ 1990
1991 ~ 2001
2001 ~ 2009
2009 ~

## Chaînes d'Olleh (QOOK) TV
- Liste des chaînes de l'Olleh (QOOK) TV